# ウィリアム・キャヴェンディッシュ (第5代デヴォンシャー公爵)

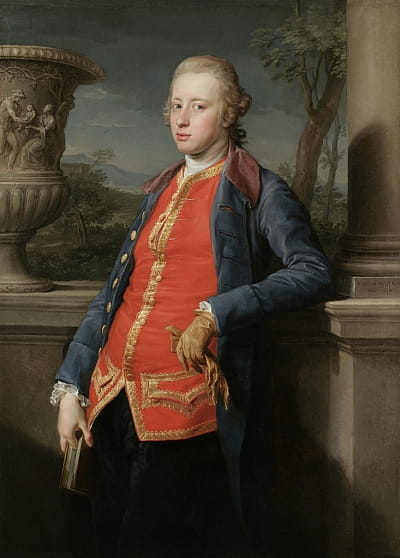
ポンペオ・バトーニによる肖像画、1768年作。

第5代デヴォンシャー公爵ウィリアム・キャヴェンディッシュ（英語: William Cavendish, 5th Duke of Devonshire、1748年12月14日 – 1811年7月29日）は、イギリスの貴族、政治家。ホイッグ党所属。1748年から1764年までハーティントン侯爵の儀礼称号を使用した。
1799年時点のグレートブリテン王国における百万長者（100万ポンド以上の財産を所有する人物）の1人であり、公爵家全体で250万ポンド（2023年時点の3.1億ポンドと同等）を所有した。

## 生涯
第4代デヴォンシャー公爵ウィリアム・キャヴェンディッシュと第6代クリフォード女男爵シャーロット・キャヴェンディッシュ（旧姓ボイル）の息子として、1748年12月14日に生まれた。1754年12月8日に母が死去すると、クリフォード男爵位を継承した。
1761年9月22日、貴族の1人としてジョージ3世の戴冠式に参加した。
1764年10月2日に父が死去すると、デヴォンシャー公爵位を継承した。1766年から1793年までアイルランド大蔵卿とコーク総督を務めたほか、1779年に大佐としてイギリス陸軍に入隊、1782年4月19日にガーター勲章を授与され、1793年7月3日にオックスフォード大学よりD.C.L.の学位を授与された。また、1782年から1811年までダービーシャー統監を務めた。
1811年7月29日にデヴォンシャー・ハウスで死去、ダービー聖堂に埋葬された。息子ウィリアム・スペンサーが爵位を継承した。

## 家族
1774年6月5日、ジョージアナ・スペンサー（1757年 – 1806年、初代スペンサー伯爵ジョン・スペンサーの娘）と結婚、1男2女をもうけた。
- ジョージアナ・ドロシー（英語版）（1783年7月12日 – 1858年8月8日） - 1801年3月21日、第6代カーライル伯爵ジョージ・ハワードと結婚、子供あり
- ヘンリエッタ・エリザベス（英語版）（1785年8月29日 – 1862年11月25日） - 1809年12月24日、グランヴィル・ルーソン＝ゴア（後の初代グランヴィル伯爵）と結婚、子供あり
- ウィリアム・スペンサー（英語版）（1790年5月21日 – 1858年1月17日） - 第6代デヴォンシャー公爵

1809年10月19日、エリザベス・フォスター（1824年没、第4代ブリストル伯爵フレデリック・ハーヴィーの娘、ジョン・トマス・フォスターの未亡人）と再婚した。
- キャロライン・ロザリー・アデレード（Caroline Rosalie Adelaide、1785年 – 1830年） - 1809年5月17日、ジョージ・ラム（英語版）と結婚。結婚前はセント・ジュールズ（St. Jules）姓を名乗った[5]
- オーガスタス（英語版）（1788年 – 1877年） - 庶子、海軍軍人、庶民院議員、初代準男爵[6]

## 関連図書
- Durban, Michael. "Cavendish, William, fifth duke of Devonshire". Oxford Dictionary of National Biography (英語) (online ed.). Oxford University Press. doi:10.1093/ref:odnb/58758。 (要購読、またはイギリス公立図書館への会員加入。)

| 公職                                    | 公職                               | 公職                                  |
| --------------------------------------- | ---------------------------------- | ------------------------------------- |
| 空位最後の在位者デヴォンシャー公爵      | アイルランド大蔵卿 1766年 – 1793年 | 委員会制                              |
| 名誉職                                  |                                    |                                       |
| 先代 ジョージ・キャヴェンディッシュ卿   | ダービーシャー統監 1782年 – 1811年 | 次代 デヴォンシャー公爵               |
| イングランドの爵位                      |                                    |                                       |
| 先代 ウィリアム・キャヴェンディッシュ   | デヴォンシャー公爵 1764年 – 1811年 | 次代 ウィリアム・キャヴェンディッシュ |
| 先代 シャーロット・キャヴェンディッシュ | クリフォード男爵 1754年 – 1811年   | 次代 ウィリアム・キャヴェンディッシュ |